# Finn Carlsen
Finn Carlsen (14. oktober 1920 i Klampenborg – 21. marts 1996 på Bornholm) var en dansk billedhugger, keramiker og maler.
Finn Carlsen nedsatte sig i 1948 som keramiker i Vedbæk og boede fra 1963 til sin død i det lille bornholmske fiskerleje Listed. Carlsen er repræsenteret på Bornholms Kunstmuseum i Rø med flere keramiske skulpturer og tegninger. På Fredensborg Hotel i Rønne hænger flere af hans keramiske relieffer.
Finn Carlsen var gift med kunstneren Else Bang. De fik to børn. Jon Bang Carlsen og Hanna Carlsen, begge kunstnere. I sit andet ægteskab blev han gift med keramikeren Mette Høm (datter af malerne Kirsten Høm og Poul Høm).
- Finn Carlsen på Kunstindeks Danmark/Weilbachs Kunstnerleksikon